# Von der Osten genannt Sacken
von der Osten genannt Sacken är en av Tysklands äldsta adelsätter, ursprungligen stammande från ätten von der Osten  från Osten i Niedersachsen och stiftet Paderborn, där den nämns första gången 1176. Den svenska adliga ättens siste manlige medlem upphöjdes i friherrlig värdighet 1696, varvid den adliga ätten utgick. Den svenska friherrliga ätten utslocknade 1716. De tyska adliga grenarna fortlever talrikt i Tyskland och Östersjöprovinserna.

## Historia
Ätten von der Osten, som förde ett vapen med kluven sköld, det högra fältet blått, styckat med tre vågbalkar i silver, och det vänstra fältet rött med en nyckel i silver.  Ätten utbredde sig sedan till Mecklenburg, Polen, Kurland och Ryssland samt Danmark och Preussen. Från den till Kurland överflyttade grenen härstamma de i Sverige naturaliserade och friherrliga medlemmarna. Äldste kände medlemmen av denna gren gren är en Wedige von der Osten, som blev förlänad med gods i Kurland 1394. I första hälften av 15:e århundradet uppträda bärare av namnet von Sacken såsom vasaller till biskopen i Kurland. De förde i vapnet tre stjärnor. Först 1552 förekommer i urkunderna dubbelnamnet von Sacken, genannt von der Osten, vilket så småningom senare övergick till namnformen von der Osten, genannt Sacken som förde ett kvadrerat vapen, sammansatt av ätten von der Ostens kluvna sköld med båda fälten i rött, belagda med vågbalkar och nyckel, och ätten von Sackens tre stjärnor i guld på blått fält. Det sammansatta vapnet är övervägande i bruk redan i slutet av 16:e århundradet.

## Svenska adliga ätten nr 684
En medlem av ätten, Salomon von der Osten genannt Sacken, gick omkring år 1620 i svensk krigstjänst vid Östgöta infanteri där han steg till överste. År 1664 naturaliserades han som svensk adelsman, och introducerades samma år på nummer 684. Till hustru hade han friherrinnan Anna von Ungern-Sternberg, med vilken han fick två döttrar och två söner. En dotter avled ung och den andra gifte sig Reuter af Skälboö. Äldste sonen Otto Johan var major och gift med Anna Rålamb, men deras barn förblev ogifta.
Hans yngre bror Gustaf Adolf von der Osten genannt Sacken blev efter en militär karriär landshövding på Gotland, och upphöjdes år 1696 till friherre och introducerades som sådan på nummer 104 varigenom den adliga ätten blev utgången. Till hustru hade han Maria Svart av adelsätten Svart vars mor var en Bure. Deras ende son avled späd. Döttrarna gifte sig von Schröer, Lagerfelt och Wernsköld. Ätten slocknade på svärdssidan 1716.
En avlägsen släkting till den ovan nämnde Salomon von der Osten genannt Sacken, Georg von der Osten genannt Sacken, föddes 1617 på Ösel där han blev lantråd. År 1675 naturaliserades han som svensk adelsman sedan hela det kurländska riddarskapet intygat hans börd. Hans ättegren introducerades på nummer 832. Han blev så småningom president över överlanträtten på Ösel. Till hustru hade han Anna Margareta Rosencrantz af Granhammar, och han fick med henne en son, Johan Gustaf som blev överstelöjtnant. Han avled barnlös 1717 och slöt ätten.

## Släkttavla i urval
1. Henrik von Sacken, till Dselden i Ambotens socken, Lahnen i Gross-Ilmajens socken samt Appricken, Sackenhausen, Lehnen och Bathen i likanämnd snr, ävensom Wainoden och Kalten, alla i Kurland, vilka fastigheter hans sex söner efter honom 1522 delade sig emellan. Född 1448. Stiftsfogde i Pilten 1480 och ännu 1490. Gift med N. N. von Dühren.
  1. Alexander till Bathen och Sackenhausen. Han trädde 1532, tisdagen efter kyndelsmässodagen, jämte flera av kurländska adeln, i ett högtidligt förbund med borgmästare och råd i Riga. Gift med Catharina von Franck, dotter av Jakob von Franck och Catharina von Trotta, genannt Treiden.
    1. Henrik von der Osten, genannt Sacken, arvherre till Kalten och Wainoden i Kurland samt till Kawast i Halljalls socken, i Estland. Född 1532, levde 1581, men var död 1590. Gift med Anna von Asserien, dotter av Moritz von Asserien, arvherre till Kawast.
    2. Alexander, arvherre till Kawast och Wainoden samt herre till Werrefer i Pillistfers socken, i Livland och Mentack i Jewe socken, i Estland, vilka han erhöll genom sitt gifte. Född 1560. Bodde 1605 på Wainoden. Död före 1615. Gift med Anna von Tiesenhausen, dotter av1 Didrik von Tiesenhausen och Catharina von Remchien.
      1. Alexander, till Kawast och Wainoden samt Peude i likanämnda socken och Kaunispäh i Jama socken, vilket senare gods han 1619 förvärvade sigy. Född 15901. Svensk kommissarie i Estland. Gjorde 1653 den 5 maj på godset Peude sitt testamente. Död 16541. Gift 16141 med Margareta Clausdotter von Rosenhagen, som levde 1649, men var död 1653.
        1. Georg, natural. von der Osten, genannt Sacken, född 1617, död 1690. Se adliga ätten von der Osten, genannt Sacken, nr 832, nedan.

  2. Otto (son av Henrik von Sacken, Tab. 1), till Dselden, Elkesem, Sackenhausen, Schnepeln och Groesen, alla i Kurland. Född 14811. Stiftsfogde i Pilten 15271. Död 1552-09-12 och begraven 1553-09-13 i Ambotens kyrka. Gift med1 Gertrud von Buchholtz.
    1. Herman von der Osten, genannt Sacken, till Elkesem. Död 1583. Gift 1:o 1553 i Mitau med Catharina von Lambsdorff, dotter av Didrik von Lambsdorff och Anna von Alten-Bockum. Gift 2:o med N. N. von den Brincken.
      1. Otto, till Gross Elkesem. Ryttmästare för Piltenska landskapsfanan. Stupade 1605-09-17 i slaget vid Kirkholm. Gift med Catharina von Henning, dotter av kurländska geheimerådet och kyrkovisitatorn Salomon Fredriksson von Henning, till Wahnen, Walgum, Asuppen, Sutten, Warriben och Sarzen i Kurland, och Anna Margareta Henriksdotter von der Pahlen, av huset Dickeln.
        1. Salomon von der Osten genannt Sacken, till Fullerstad i Skönberga socken samt Korssäter i Västra Husby socken.
          1. Christina Catharina, född 1630, död 1638-08-04 och begraven i Kalmar.
          2. Anna, född 1631-12-00 på Korssäter, död i Levene socken, Skaraborgs län. Gift 1654-10-04 med kaptenen Henrik Rytter (Reuter af Skälboö), född 1624, död 1663.
          3. Otto Johan (son av Salomon, natural. von der Osten, genannt Sacken, Tab. 3), till Hällestad i Östra Ryds socken, Östergötlands län. Född 1634-05-00 på Korssäter. Major vid Östgöta kavalleriregemente 1667-03-06. Död 1669-03-22 på Nygård och begraven i familjens grav i Västra Husby kyrka. Gift med Anna Rålamb i hennes 1:a gifte (gift 2:o 1671-02-08 på Korssäter med ryttmästaren Otto Jurgen Clodt von Jürgensburg, död 1675), död 1672-07-12 på Korssäter, dotter av överstelöjtnanten Anders Brodersson Rålamb, (nr 59) och Hedvig von Lepel.
            1. Anna Catharina, död ogift och begraven 1714-09-03 i Levene socken, Skaraborgs län.
            2. Salomon, död ung 1675-12-31 i Stralsund.
            3. Anders, död ung.

          4. Gustaf Adolf, friherre von der Osten, genannt Sacken, född 1636, död 1716. Se friherrliga ätten von der Osten, genannt Sacken, nedan.

## Svenska adliga ätten nr 832
1. Georg von der Osten, genannt Sacken, naturaliserad von der Osten, genannt Sacken (son till Alexander, se adliga ätten von der Osten, genannt Sacken, nr 684, ovan), till Kaunispäh i Jamma socken, Köljall i Pyha socken, båda på ösel, Eyefer i Anne socken (Jerwen) samt Gryt i Blacksta socken och Toresund i Likan, socken, Södermanlands län. Född 1617-11-19 på Ösel. Ryttmästare. Lantråd åå Ösel. Naturaliserad svensk adelsman 1675-09-17, introducerad samma år under nr 832. Drottning Christinas vice guvernör på Ösel. President i överlanträtten samt direktor i konsistorium därstedes Död 1690-08-27. Han bevisade genom hela riddarbänkens i Kurland intygande, att han var av adlig släkt. Gift 1661 med Anna Maria Rosencrantz af Granhammar, som levde änka 1695, dotter av ryttmästaren Johan Rosencrantz af Granhammar, och Hedvig von Wartensleben.
  1. Alexander, döpt 1662-01-09 i Tyska församlingen i Stockholm.
  2. En dotter, döpt 1664-10-25 i Stockholm Tyska förs. i Stockholm.
  3. Johan Gustaf, till Kaunispäh. Kölljall och Eyefer samt, på grund av sitt giftermål, Kymmenegård i Finland. Född 1667. Kapten. Överstelöjtnant vid öselska stånddragonskvadronen 1702-08-08 och för en bataljon lantmilis på Ösel samma år 11 november. Fången vid Perevolotjna 1709-07-01. Utväxlad 1710. Avsked 1711-09-20. Död barnlös 1717-06-15 och slöt ätten. Hans gods ärvdes av hans farbroders sonson, sedermera lantrådet på ösel Johan Gustaf von der Osten, genannt Sacken. Gift med friherrinnan Vilhelmina Gertruda von Fersen, döpt 1670-12-03, död 1727-12-25 i Reval, dotter av fältmarskalken och guvernören Otto Vilhelm von Fersen, friherre von Fersen, och Gertrud von Yxkull.

## Svenska friherrliga ätten von der Osten, genannt Sacken
1. Gustaf Adolf von der Osten genannt Sacken, friherre till Fullerstad i Skönberga socken, Tomtaholm i Drothems socken och Korssäter i Västra Husby socken (alla i Östergötland). 
  1. Johan, född 1667-11-15 på Fullerstad, död 1668-04-17.
  2. Anna Christina, född 1668-10-18 på Fullerstad, död 1663-05-25 Bölö samt begraven i Osten-Sackenska familjegraven i Västra Husby. Gift 1690-11-23 med översten ##Abraham von Schröer, i hans 2:a gifte, född 1653, död 1723.
  3. Maria Elisabet, född 1669-10-13 på Fullerstad, död 1732-08-21 på Korssäter och begraven i Osten-Sackenska graven. Gift 1692-07-12 på Tomtaholm med ryttmästaren Carl Gustaf Lagerfelt. Född 1667, död 1705.
  4. Elisabet, född 1671-01-21 på Fullerstad, död 1706-05-24 på Tomtaholm och begraven i Osten-Sackenska graven. Gift 1692-07-21 med kornetten Jakob Wärnschöld, i hans 1:a gifte, född 1664, död 1731.

1. Ovan nämnde Gustaf Adolf von der Osten, genannt Sacken hade också tillsammans med en syster till generalen, friherre Alexander Hummerhielm, dotter till löjtnanten Per Jonsson Hummer och Ingeborg Jönsdotter en son:
  1. Gustaf Berling, adlad Berencreutz, född omkring 1670.